# Toccata

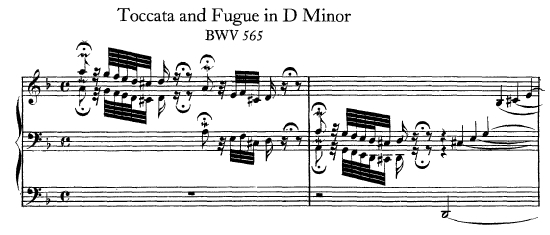
Początek Toccaty i fugi d-moll J.S. Bacha (BWV 565)

Toccata (od wł. toccare = uderzać) – forma muzyczna powstała w XVI wieku, szczególnie popularna w okresie baroku. Zazwyczaj ma charakter improwizacyjny i jest przeznaczona na instrument klawiszowy (organy, klawesyn, fortepian lub klawikord), utrzymana jest w szybkim tempie i wymaga dużej wirtuozerii wykonawczej. Często pełni funkcję wstępu do fugi.
Pierwszymi twórcami toccat byli Andrea Gabrieli i Claudio Merulo. W okresie baroku przedstawicielem tej formy muzycznej był Girolamo Frescobaldi, który związał ją z liturgią (tzw. toccata avanti l'elevazione). Jego następcy, Bernardo Pasquini i Alessandro Scarlatti, doprowadzili do przekształcenia toccaty z formy krótkiego preludium do postaci utworu popisowego o charakterze wirtuozowskim. W późnym baroku toccata polifoniczna rozwinęła się w Niemczech w twórczości Dietricha Buxtehudego i Jana Sebastiana Bacha.
W XIX i XX wieku rola toccaty zmalała, czasem pojawiała się w utworach cyklicznych (np. u Siergieja Prokofjewa).
Najbardziej popularnym przykładem jest Toccata i fuga d-moll (BWV 565) J.S. Bacha.